# سوبر نينتندو إنترتينمنت سيستم
سوبر نينتندو إنترتينمنت سيستم، (باليابانية: スーパー・ニンテンドー・エンターテインメント・システム)، (بالإنجليزية: Super Nintendo Entertainment System، الاختصار الرسمي لاسمه هو Super NES أو SNES و يسمى شعبياً بالاسم المختصر Super Nintendo) هو منصة ألعاب فيديو منزلية عيار 16-بت طوِّرَت من قِبَل شركة نينتندو وطُرِحَت في الأسواق اليابانية والكورية الجنوبية عام 1990، وفي أميركا الشمالية عام 1991، وفي أوروبا وأستراليا (أوقيانوسيا) عام 1992، وفي أميركا الجنوبية عام 1993، حيث تم إصدارها في البرازيل في 30 أغسطس من عام 1993 من قِبَل شركة Playtronic. سُمِّيَت المنصة في اليابان باسم Super Famicom أو اختصاراً SFC، و سُمِّيَت في كوريا الجنوبية Super Comboy و تم توزيعها هناك من قِبَل شركة Hyundai Electronics. رغم أن إصدارات جميع الأقاليم متماثلة من الناحية التقنية، إلا أن عدة أشكالٍ من الأقفال وُضِعَت لتمنع التوافق في ما بينها.
سوبر نينتندو هي ثاني منصة ألعاب قابلة للبرمجة من نينتندو بعد منصة نينتندو إنترتينمنت سيستم. قدمت منصة سوبر نينتندو إمكانيات رسومية وصوتية متقدمة مقارنةً بمنصات الألعاب المعاصرة لها، كما تم تطوير مجموعة متنوعة من شرائح تحسين الأداء وتضمينها في خراطيش الألعاب، وقد ساهم ذلك في الحفاظ على وضع منصة سوبر نينتندو كمنافسةٍ قويةٍ في سوق منصات الألعاب.
كان لمنصة سوبر نينتندو نجاح عالمي كبير جعلها المنصة الأعلى بيعاً في حقبة منصات ألعاب 16-بت، وذلك رغم انطلاقتها المتأخرة نسبياً والمنافسة الشديدة التي لاقتها من قِبَل منصة Sega Genesis في أسواق أميركا الشمالية وأوروبا.
احتفظت منصة سوبر نينتندو بشعبيةٍ جيدةٍ خلال حقبة منصات 32-بت، واستمرت شعبيتها بين جامعي منصات الألعاب وهواة الألعاب القديمة (retro gamers)، و لا زال بعضهم حتى الآن يقوم بتطوير تطبيقاتٍ من مستوى الهواة لمنصة سوبر نينتندو، هذا بالإضافة إلى شعبية ألعابها في بيئة إعادة الإصدار الرسمية من نينتندو، مثل بيئة Wii ware على منصة Wii من نينتندو.

## حرب أنظمة الألعاب
أسفرَ التنافس بين شركتي نينتندو وسيجا عمَّا يُعرَف بأنه واحدٌ من أقوى حروب السيطرة على سوق منصات الألعاب عبر تاريخ ألعاب الفيديو، و الذي قامت فيه سيجا بإعطاء Genesis صورة المنصة الجذابة، مع مجموعة من الألعاب الموجهة لجمهور من فئات عمرية أكبر من جمهور SNES، كما أن سيجا في بعض الأحيان استخدمت إعلانات تهاجم منافستها بشكلٍ صريح. أحرزت نينتندو تقدماً مبكراً في حربها مع سيجا من خلال الاستفادة من علاقاتها العامة للحصول لمنصتها SNES على أول إصدار منزلي للعبة الآركيد القتالية ستريت فايتر 2 من شركة كابكوم، وقد لزم لوصول هذه اللعبة إلى منصة Genesis ما لا يقل عن عامٍ كاملٍ من التأخر عن إصدارة نينتندو. رغم أسبقية منصة Genesis و مكتبة ألعابها الأكبر بكثير وأسعارها الأخفض عند مقارنتها مع منصة SNES، إلا أن Genesis كانت في شهر يونيو من عام 1992 تستحوذ على 60% فقط من السوق الأميركية لمنصات ألعاب 16-بت،
و لعدة سنواتٍ لم تستطع أيٌّ من المنصتين المتنافستين أن تحسم الحرب لصالحها. و يمكن القول بأن لعبة دونكي كونغ كانتري ساعدت على بدء سيطرة منصة SNES على السوق في السنوات التالية من حقبة منصات ألعاب 16-بت،  و الاستمرار كذلك في المنافسة في حقبة منصات بلاي ستيشن (نظام ألعاب) وسيجا ساترن.
وفقاً لبيانات نينتندو، فقد تم بيع أكثر من عشرين مليون وحدة من منصة SNES في الولايات المتحدة الأميركية. و وفقاً لتقريرٍ صادر عن شركة Wedbush Securities عام 2014، فقد تجاوزت المبيعات الإجمالية لمنصة SNES مبيعات Genesis في السوق الأميركية.

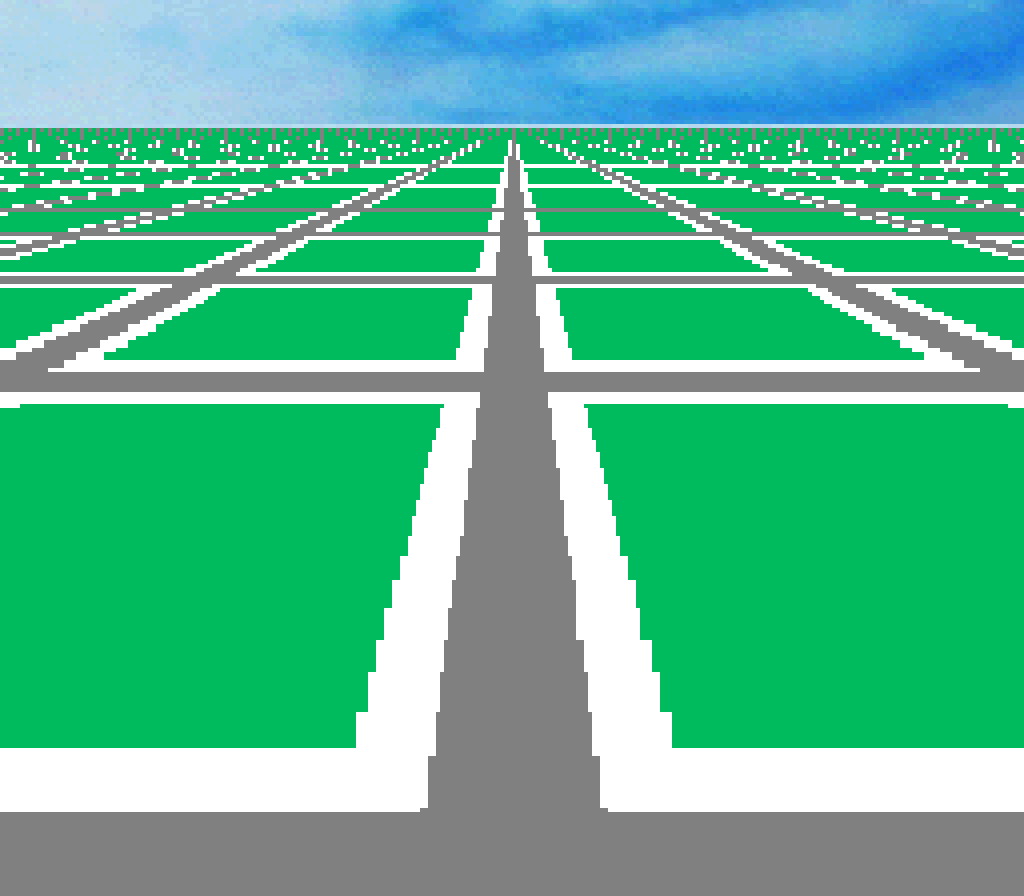
تصميم الشكل داخل نظام سوبر نينتندو انترتينمنت سيستم.

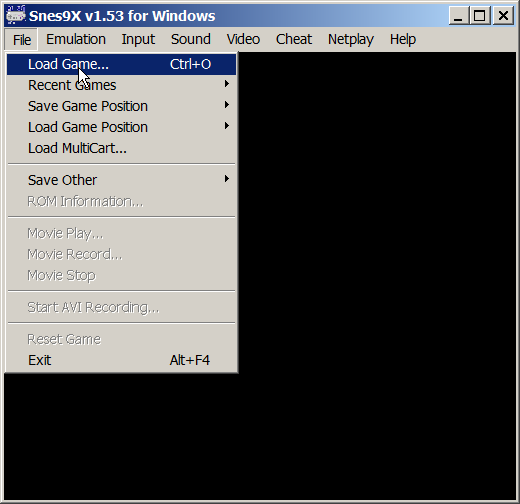
تسريب نظام سوبر نينتندو انترتنمنت سيستم وتشغيله على نظام ويندوز.

## وصلات خارجية
- الموقع الرسمي
- Super Nintendo Entertainment System على مشروع الدليل المفتوح